# Halstørklædet
Halstørklædet er en dansk børnefilm med manuskript af Ib Spang Olsen.

## Handling
Denne artikel mangler et handlingsreferat. Hjælp os med at skrive det.